# 1916-os norvég labdarúgókupa
A 1916-os norvég labdarúgókupa a Norvég labdarúgókupa 15. szezonja volt. A címvédő az Odd csapata volt. A versenyen a helyi szövetségi ligák (kretsserier) bajnokai vehettek részt. A szezonban 13 csapat vett részt. A tornát a Frigg csapata nyerte meg, immár második alkalommal.

## Első kör
| 1. csapat            | Eredmény   | 2. csapat     |
| -------------------- | ---------- | ------------- |
| 1916. szeptember 9.  |            |               |
| Brann                | 2–3 (h.u.) | Stavanger     |
| Rollon               | 1–7        | Lyn (Gjøvik)  |
| Snøgg                | 0–6        | Ørn           |
| Start                | 0–1        | Fram (Larvik) |
| Sverre               | 2–3        | Brage         |
| 1916. szeptember 13. |            |               |
| Frigg                | 3–1        | Norrøna       |

- A Kvik (Fredrikshald) csapata mérkőzés nélkül továbbjutott.

## Második kör
| 1. csapat            | Eredmény   | 2. csapat           |
| -------------------- | ---------- | ------------------- |
| 1916. szeptember 17. |            |                     |
| Brage                | 0–7        | Kvik (Fredrikshald) |
| Fram (Larvik)        | 3–3 (h.u.) | Ørn                 |
| Frigg                | 4–1        | Stavanger           |

### Újrajátszás
| 1. csapat            | Eredmény   | 2. csapat |
| -------------------- | ---------- | --------- |
| 1916. szeptember 29. |            |           |
| Fram (Larvik)        | 1–4 (h.u.) | Ørn       |

- A Lyn (Gjøvik) csapata mérkőzés nélkül továbbjutott.

## Elődöntők
| 1. csapat        | Eredmény | 2. csapat           |
| ---------------- | -------- | ------------------- |
| 1916. október 3. |          |                     |
| Frigg            | 2–0      | Kvik (Fredrikshald) |
| Lyn (Gjøvik)     | 2–5      | Ørn                 |

## Döntő
| 1916. október 8. |

| Frigg                    | 2–0 | Ørn |
| ------------------------ | --- | --- |
| Smedvik 70' Andersen 71' |     |     |

| Skøitebanen, Trondhjem Nézőszám: 4 000 Játékvezető: Peder Christian Andersen (Kristiania BK) |

| Frigg: |  |                       |
|        |  |                       |
| GK     |  | Arne Wendelborg       |
| DF     |  | Yngvar Kopsland       |
| DF     |  | Georg Waitz           |
| MF     |  | Thorbjørn Damgaard    |
| MF     |  | Georg Hartmann-Hansen |
| MF     |  | Fritz Semb-Thorstvedt |
| FW     |  | Einar Hansen          |
| FW     |  | David Andersen        |
| FW     |  | Ragnvald Smedvik      |
| FW     |  | Bjarne Olsen          |
| FW     |  | Trygve Smith          |

| Ørn: |  |                      |
|      |  |                      |
| GK   |  | Thorbjørn Falkenberg |
| DF   |  | R. Paulsen           |
| DF   |  | Th. Hansen           |
| MF   |  | Kristian Johnsen     |
| MF   |  | O. Lindberg          |
| MF   |  | Emil Johansen        |
| FW   |  | Michael Paulsen      |
| FW   |  | Harald Strøm         |
| FW   |  | O. Kristoffersen     |
| FW   |  | Erl. Pedersen        |
| FW   |  | V. Fredo Fredriksen  |